# Żukowo (rejon kiczmiengsko-gorodiecki)
Żukowo (ros. Жуково) – wieś w Rosji, w rejonie kiczmiengsko-gorodieckim obwodu wołogodzkiego. W 2010 r. liczyła 7 mieszkańców.